# Hammer-on
 (août 2009).
Si vous disposez d'ouvrages ou d'articles de référence ou si vous connaissez des sites web de qualité traitant du thème abordé ici, merci de compléter l'article en donnant les références utiles à sa vérifiabilité et en les liant à la section « Notes et références ».

Hammer-on réalisé sur une guitare électrique

Le hammer-on (de hammer, marteau en anglais), ou « coulé ascendant » en français (bien que le terme soit peu utilisé) est une technique de jeu d'instrument à cordes et plus particulièrement une technique guitaristique. Elle mobilise la main active sur le manche, par convention définie comme étant la main gauche, et consiste à resserrer brusquement la corde sur le manche de façon qu'elle s'entrechoque avec la touche, la faisant vibrer. La note ainsi jouée par martèlement, remplace la note précédente sans nécessité de réattaquer la corde. Cet effet est représenté par un symbole de legato entre les deux notes sur la portée et les tablatures, généralement surmonté d'un H majuscule.
Il est également possible de réaliser un double hammer-on  en plaquant deux doigts successivement sur la même corde, sur des cases de plus en plus hautes.
Puisque l'usage de cette technique implique de ne pas réattaquer la corde jouée, il est généralement plus aisé de la jouer avec un effet type distortion ou overdrive qui rend audible des notes jouées à un volume plus faible.

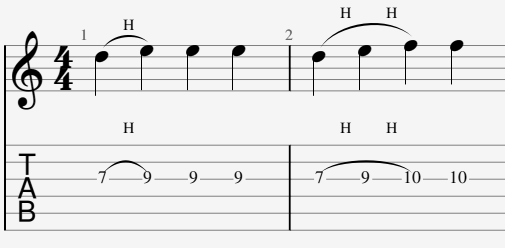
Exemple de partition contenant des hammer-on

La technique opposée est le pull-off, qui permet de jouer de manière liée des notes descendantes.
Le hammer-on est similaire au tapping qui se base sur le même principe de martèlement d'une case mais utilise l'autre main.